# Martes foina mediterranea
Martes foina mediterranea es una subespecie de  mamíferos carnívoros  de la familia Mustelidae,  subfamilia Mustelinae.

## Distribución geográfica
Se encuentra en la península ibérica.